# Öffentlicher Dienst (Österreich)
Unter der Bezeichnung öffentlicher Dienst versteht man in Österreich das Tätigkeitsfeld der Beamten und weiteren aufgrund öffentlichen Rechts beschäftigten Personen (wie Richtern, Soldaten und Rechtsreferendaren) sowie Arbeitnehmern (Vertragsbedienstete von öffentlich-rechtlichen Körperschaften, Anstalten oder Stiftungen). Das Beschäftigungsverhältnis im öffentlichen Dienst tätiger Personen wird als Dienstverhältnis bezeichnet.
Der überwiegende Teil öffentlicher Leistungen wird in Österreich von Mitarbeitern einer Gebietskörperschaft, also von Bundes-, Landes- oder Gemeindebediensteten, erbracht. Deren Gesamtheit wird gemeinhin als öffentlicher Dienst bezeichnet. Neben den Gebietskörperschaften (Bund, Länder und Gemeinden) zählen zum Sektor Staat auch die Sozialversicherungsträger, die Kammern und rund 400 Institutionen mit eigener Rechtspersönlichkeit (AG, GmbH, Vereine, Anstalten, Universitäten, Fachhochschulen, Fonds, Verbände).
| Gebietskörperschaft | Personalstand |
| ------------------- | ------------- |
| Bund                | 135497        |
| Länder              | 147712        |
| Gemeinden           | 85501         |
| Gesamt              | 368710        |

Bei den neun Bundesländern waren 147.712, bei den 2.092 Gemeinden (ohne Wien, Stand 2022) rund 85.500 Mitarbeiter beschäftigt. Des Weiteren waren rund 99.240 Mitarbeiter in Landeskrankenanstalten und rund 6.500 in sonstigen, ausgegliederten Dienststellen tätig.
Personen, die sich im Staatsdienst befinden (öffentlich Bedienstete), werden in folgende zwei Gruppen eingeteilt:
- Beamte – Bedienstete, die in einem öffentlich-rechtlichen Dienstverhältnis zum Bund stehen, geregelt im Beamten-Dienstrechtsgesetz 1979
- Vertragsbedienstete – Personen, die in einem privatrechtlichen Dienstverhältnis zum Bund stehen, geregelt im Vertragsbedienstetengesetz 1948[2][3]

In der Arbeitsmarktstatistik werden öffentlich Bedienstete zusammen mit den Angestellten in eine Gruppe gerechnet, da sie anders als Arbeiter ihr Arbeitsentgelt nicht stundenweise oder vergleichbar berechnet bekommen. Sozialrechtlich haben sie eine eigene Sozialversicherung, die Versicherungsanstalt öffentlich Bediensteter, Eisenbahnen und Bergbau (BVAEB). Vertragsbedienstete des Bundes, deren Dienstverhältnis nach dem 31. Dezember 1998 begründet wurde, und Vertragsbedienstete der Länder, Gemeindeverbände und Gemeinden, deren Dienstverhältnis nach dem 31. Dezember 2000 begründet wurde, sind ebenfalls über die BVAEB versichert.
In Österreich gibt es etwa 797.300 öffentlich Bedienstete. Das ist der gesamte öffentliche Personalstand (Sektor Staat gemäß ESVG 2010). Zu diesem gehören auch beispielsweise die in privatwirtschaftliche Organisationen ausgelagerten öffentlichen Angelegenheiten (staatliche Unternehmen), die öffentlich-rechtlichen Sozialversicherungsträger und die Kammern, die jeweils international zum öffentlichen Dienst gerechnet werden (System der OECD).
In Österreich beträgt der Anteil öffentlich Bediensteter an der Erwerbsbevölkerung 17 %. Österreich lag damit unter dem Durchschnitt der OECD-Mitgliedstaaten von 18,6 %.
Die Einkommen aller öffentlich Bediensteter (Bund, Länder, Gemeinden) in Österreich liegen gemessen am Median (53.808 EUR) höher, gemessen am arithmetischen Mittel (60.419 EUR) unterhalb der Einkommen Angestellter (57.037 EUR bzw. 67.663 EUR). Dies wird mit der besseren Bezahlung in unteren Einkommenspositionen und den geringeren Unterschieden in den oberen Einkommenspositionen begründet. Im Gegensatz dazu werden in der Privatwirtschaft höhere Spitzengehälter ausbezahlt, die das arithmetische Mittel ansteigen lassen.

## Bundesdienst
Große Aufgabenbereiche des Bundes stellen die Innere und Äußere Sicherheit, der Bildungsbereich (Bundesschulen) sowie der Finanz- und der Justizbereich dar. Die Personalkapazität des Bundes betrug 135.497 Vollbeschäftigtenäquivalente (VBÄ) im Jahr 2023.
Die Ministerien sind die Schnittstelle zwischen Verwaltung und Politik. Die Umsetzung der Vorhaben der Regierung wird hier inhaltlich geplant, in einen institutionellen Rahmen gesetzt und koordiniert. Der Großteil der Bediensteten der Ressorts arbeitet in den nachgeordneten Dienststellen, in denen die operative Umsetzung der Aufgaben der Bundesverwaltung erfolgt.
Der Anteil der direkt in den Zentralstellen (Ministerien) arbeitenden Mitarbeiter beträgt 9 %. In den zahlreichen nachgeordneten Dienststellen wie z. B. Schulen, Gerichten, Finanzämtern und Polizeiinspektionen arbeiten 90,1 % der Bediensteten. Bei den sonstigen Obersten Organen Präsidentschaftskanzlei, Parlamentsdirektion, Verfassungsgerichtshof, Verwaltungsgerichtshof, Volksanwaltschaft und Rechnungshof sind 0,9 % der Bundesbediensteten tätig.
Darüber hinaus waren 5.943 Bundesbeamte in ausgegliederten Einrichtungen, z. B. (Statistik Austria, Bundesmuseen, Arbeitsmarktservice, Universitäten, Bewährungshilfe etc.) sowie 11.737 in den Nachfolgegesellschaften der Post- und Telegraphenverwaltung tätig.

### Berufsgruppen im Bundesdienst
Es sind im Wesentlichen acht Berufsgruppen, denen sich die Mitarbeiter des Bundes zuordnen lassen. (Die Gruppe „Sonstige“ umfasst fast ausschließlich Ärzte.) Die einzelnen Berufsgruppen unterscheiden sich nicht nur hinsichtlich ihrer beruflichen Tätigkeiten. Vielmehr sind der Beamtenanteil, das Verhältnis Frauen/Männer, der Anteil teilbeschäftigter Mitarbeiter, das Durchschnittsalter, die Einkommenssituation und andere Kenngrößen von Interesse.
Das Spektrum der Berufsbilder im Verwaltungsdienst umfasst Juristen, Techniker, betriebs- und volkswirtschaftliche Berufe, Psychologen, Fachexperten verschiedenster anderer Wissensgebiete sowie Sachbearbeiter im administrativen Bereich.

### Vollbeschäftigtenäquivalente pro Berufsgruppe
In Österreich waren im Jahr 2023 diesen Berufsgruppen im öffentlichen Dienst die folgenden Vollbeschäftigtenäquivalente zugeordnet:
- Verwaltungsdienst: 45.913
- Lehrperson: 38.100
- Exekutivdienst: 34.211
- Militärischer Dienst: 12.565
- Richter und Staatsanwälte: 3.048
- Hochschullehrpersonen: 1.138
- Krankenpflegedienst: 196
- Schulaufsicht: 272
- Sonstige: 54[10]

### Frauen und Männer im Bundesdienst
Der Frauenanteil im gesamten Bundesdienst beträgt 44,1 %. Seit mehreren Jahren steigt der Frauenanteil vor allem auch in Bereichen, in denen Frauen unterrepräsentiert sind (Exekutive, Militär).

### Altersstruktur der Bundesbediensteten
Das Durchschnittsalter im Bundesdienst liegt aktuell bei 44,6 Jahren. Im Zeitraum von 1995 bis 2023 ist das Durchschnittsalter der Bundesbediensteten von 40,5 Jahre auf 44,6 Jahre gestiegen. Bis auf ein vorübergehendes Sinken im Jahr 2004, das auf die Ausgliederung der Universitäten zurückzuführen war, ist das Durchschnittsalter im Bundesdienst bis 2016 kontinuierlich angestiegen. Seit 2017 sinkt das Durchschnittsalter auf Grund der steigenden Anzahl der Pensionierungen (siehe Kapitel 5.10.) und der Neuaufnahmen (siehe Kapitel 5.1.). Der größte Teil der Neuaufnahmen in den letzten Jahren erfolgte im Exekutivdienst, wo der Berufseinstieg relativ
früh möglich ist.

### Ausbildung im Bundesdienst
Aus- und Weiterbildung haben im Bundesdienst einen hohen Stellenwert. So gilt für Beamte das Vorbildungsprinzip, d. h., dass für jede Verwendung eine bestimmte Vorbildung vorausgesetzt wird. Neben der internen Grundausbildung, die alle Mitarbeiter durchlaufen, ist die berufsbegleitende Weiterbildung ein wesentlicher Bestandteil der Personalentwicklung in der Bundesverwaltung. Weiters bietet der Bund diverse Praktika an: Bereits seit 2004 kann im Bundesdienst ein Verwaltungspraktikum absolviert werden. Es handelt sich dabei um ein Ausbildungsverhältnis, in dem Praktikanten ihre jeweilige Vorbildung durch eine entsprechende praktische Tätigkeit in der Bundesverwaltung ergänzen, vertiefen und dadurch Berufspraxis erwerben können. Mit der 2. Dienstrechts-Novelle 2022 wurde eine Unterteilung der Verwaltungspraktika in ein
Kurzpraktikum als „Schnupperpraktikum“ bzw. Ferialpraktikum und in eine Vorbereitungsausbildung mit dem Ziel der Erlangung der Befähigung für eine dauerhafte
Verwendung vorgenommen. Die beiden Arten der Praktika unterscheiden sich dem jeweiligen
Zweck entsprechend in der Dauer des Praktikums sowie in der Höhe des Ausbildungsbeitrags. Das
Rechtspraktikum – umgangssprachlich Gerichtsjahr genannt – gibt Absolventinnen und
Absolventen des Studiums der Rechtswissenschaften die Möglichkeit, ihre Berufsvorbildung durch eine Tätigkeit bei Gericht fortzusetzen und dabei ihre Rechtskenntnisse zu erproben und zu vertiefen. Sowohl in den Ressorts als auch in den ausgegliederten Einrichtungen wird die Lehrlingsausbildung gefördert, um den Jugendlichen einen reibungslosen und qualifizierten Einstieg in das Berufsleben zu ermöglichen und eine bestmögliche Perspektive zu geben. Der Weg wurde konsequent weiter gegangen, sodass aktuell (Dezember 2023) rund 4.367 Lehrlinge beim Bund und seinen ausgegliederten Einrichtungen ausgebildet werden. Die Zahl der Lehrlinge beim Bund beträgt im Dezember 2023 1.464 – in den ausgegliederten Einrichtungen waren es rund
2.900.

### Gender-Pay-Gap im Bundesdienst
Der Einkommensbericht des Bundes zeigt die Einkommensdifferenzen zwischen Frauen und Männern auf. Eine wichtige Kennzahl stellt der Gender-Pay-Gap dar, der den prozentuellen Einkommensunterschied zwischen Frauen und Männern darstellt. Im Bundesdienst beträgt diese Größe 7,6 %. Um eine Vergleichbarkeit der Frauen- und Männereinkommen zu gewährleisten, wird das Einkommen von Teilzeitbeschäftigten auf Vollzeitbeschäftigung und jenes von unterjährig beschäftigten Dienstnehmern auf Jahresbeschäftigung hochgerechnet. Diese Hochrechnungen geben fiktive Einkommen aller Mitarbeiter des Bundes wider, unter der Annahme, dass alle Bediensteten ganzjährig Vollzeit gearbeitet hätten. Somit werden Verzerrungen aufgrund von unterschiedlichen Teilbeschäftigungsquoten oder Anteilen der unterjährig Beschäftigten zwischen Männern und Frauen neutralisiert und vergleichbare Einkommensinformationen dargestellt. Generell ist der Gender-Pay-Gap im Bundesdienst weitgehend auf Unterschiede in den folgenden einkommensrelevanten Merkmalen zurückzuführen: der Umfang an geleisteten Überstunden, die Qualifikation, das Alter und das Innehaben einer Leitungsfunktion. In jenen Berufsgruppen, wo sowohl das vertragliche als auch das öffentlich-rechtliche Dienstverhältnis vorkommt, wird der Vergleich von Frauen- und Männereinkommen dadurch erschwert, dass Beamte und Vertragsbedienstete nach unterschiedlichen Besoldungsschemata bezahlt werden und sich die Beamtenanteile bei Männern und Frauen meist unterscheiden.